# Écorpain
Écorpain és un municipi francès situat al departament del Sarthe i a la regió de País del Loira. L'any 2007 tenia 336 habitants.

## Demografia

### Població
El 2007 la població de fet d'Écorpain era de 336 persones. Hi havia 122 famílies de les quals 26 eren unipersonals (13 homes vivint sols i 13 dones vivint soles), 46 parelles sense fills, 46 parelles amb fills i 4 famílies monoparentals amb fills.
La població ha evolucionat segons el següent gràfic:
Habitants censats

### Habitatges
El 2007 hi havia 159 habitatges, 129 eren l'habitatge principal de la família, 18 eren segones residències i 12 estaven desocupats. 158 eren cases i 1 era un apartament. Dels 129 habitatges principals, 105 estaven ocupats pels seus propietaris, 21 estaven llogats i ocupats pels llogaters i 3 estaven cedits a títol gratuït; 1 tenia una cambra, 14 en tenien dues, 17 en tenien tres, 42 en tenien quatre i 56 en tenien cinc o més. 95 habitatges disposaven pel capbaix d'una plaça de pàrquing. A 53 habitatges hi havia un automòbil i a 71 n'hi havia dos o més.

### Piràmide de població
La piràmide de població per edats i sexe el 2009 era:
| Homes | Edats   | Dones |
| ----- | ------- | ----- |
| 0     | 95 o +  | 0     |
| 0     | 90 a 94 | 0     |
| 0     | 85 a 89 | 0     |
| 0     | 80 a 84 | 4     |
| 8     | 75 a 79 | 4     |
| 4     | 70 a 74 | 12    |
| 8     | 65 a 69 | 0     |
| 12    | 60 a 64 | 12    |
| 4     | 55 a 59 | 8     |
| 32    | 50 a 54 | 24    |
| 16    | 45 a 49 | 12    |
| 12    | 40 a 44 | 20    |
| 4     | 35 a 39 | 4     |
| 0     | 30 a 34 | 0     |
| 8     | 25 a 29 | 12    |
| 12    | 20 a 24 | 8     |
| 8     | 15 a 19 | 20    |
| 0     | 10 a 14 | 16    |
| 8     | 5 a 9   | 0     |
| 0     | 0 a 4   | 8     |

## Economia
El 2007 la població en edat de treballar era de 230 persones, 171 eren actives i 59 eren inactives. De les 171 persones actives 163 estaven ocupades (89 homes i 74 dones) i 8 estaven aturades (4 homes i 4 dones). De les 59 persones inactives 32 estaven jubilades, 19 estaven estudiant i 8 estaven classificades com a «altres inactius».

### Ingressos
El 2009 a Écorpain hi havia 124 unitats fiscals que integraven 325 persones, la mediana anual d'ingressos fiscals per persona era de 17.966 €.

### Activitats econòmiques
Dels 13 establiments que hi havia el 2007, 4 eren d'empreses extractives, 2 d'empreses de fabricació d'altres productes industrials, 2 d'empreses de construcció, 2 d'empreses de comerç i reparació d'automòbils, 1 d'una empresa d'hostatgeria i restauració, 1 d'una empresa immobiliària i 1 d'una empresa classificada com a «altres activitats de serveis».
Dels 5 establiments de servei als particulars que hi havia el 2009, 1 era un taller de reparació d'automòbils i de material agrícola, 2 guixaires pintors, 1 perruqueria i 1 restaurant.
L'any 2000 a Écorpain hi havia 22 explotacions agrícoles que ocupaven un total de 1.600 hectàrees.

## Equipaments sanitaris i escolars
El 2009 hi havia una escola elemental integrada dins d'un grup escolar amb les comunes properes formant una escola dispersa.

## Poblacions més properes
El següent diagrama mostra les poblacions més properes.